# Szeberényi Zoltán
Szeberényi Zoltán (Komárom, 1930. augusztus 11. –) irodalomtörténész, kritikus, egyetemi oktató.

## Élete
1953-ban érettségizett a komáromi gépészeti szakközépiskola levelező szakán, majd 1957-ben a pozsonyi Pedagógiai Főiskolán szerzett magyar szakos tanári oklevelet. 1957–1960 között a galántai gimnázium tanára, majd 1960–1995 között a nyitrai Pedagógiai Főiskola Magyar Tanszékének oktatója. 1968–1974 és 1980–1985 között tanszékvezető volt, 1985-től docens, számos tankönyvet írt, szöveggyűjteményeket szerkesztett. 1972-ben szerzett bölcsészdoktor kandidátusi fokozatot. 1995-től Komáromban él.
Irodalomtörténészként a két világháború közötti, valamint a második világháború utáni szlovákiai magyar irodalommal foglalkozik. Hiánypótló összegző antológiák és szöveggyűjtemények összeállítója. Az 1990-es évek első felében a Szlovákiai Magyar Írók Társaságának elnöke volt.

## Elismerései
- 1989 Fábry Zoltán-díj
- 1998 Katedra-díj
- 2000 A Szlovák Köztársaság Ezüstplakettje
- 2001 Szenczi Molnár Albert Alapítvány díja
- 2001 Magyar Köztársasági Érdemrend Lovagkeresztje
- 2001 A Magyar Művészetért Alapítvány Díja
- 2006 Posonium Irodalmi Díj Életműdíja

## Művei
- 1972 A vox humana poétája. Győry Dezső csehszlovákiai költészete
- 1976 A „Híd — szlovákiai magyar irodalmi társulat”. Irodalmi Szemle 1976/2
- 1986 Visszhang és reflexió
- 1988 Arcok és művek. Negyven arckép a szlovákiai magyar irodalomból
- Duba Gyula. Szépirodalmi munkássága tükrében; Nap, Dunaszerdahely, 1997 (Műhely)
- Ozsvald Árpád. Esszé és vallomás; Nap, Dunaszerdahely, 2000 (Műhely)
- 2000–2001 Magyar irodalom Szlovákiában 1945–1999, I–II.
- 2002 Turczel Lajos. Portréesszé
- A hűség ára. Válogatott tanulmányok; Madách-Posonium, Pozsony, 2009 (Magyar Antaeus könyvek)